# 熊本県道177号高森停車場線
熊本県道177号高森停車場線（くまもとけんどう177ごう たかもりていしゃじょうせん）は、熊本県阿蘇郡高森町を通る一般県道である。

## 概要
阿蘇郡高森町大字高森の南阿蘇鉄道高森線 高森駅と熊本県道28号熊本高森線を結んでいる。

### 路線データ
- 起点：熊本県阿蘇郡高森町大字高森（南阿蘇鉄道高森線 高森駅前）
- 終点：熊本県阿蘇郡高森町大字高森（熊本県道28号熊本高森線交点、熊本県道151号清和高森線終点）

## 地理

### 通過する自治体
- 阿蘇郡高森町

### 交差する道路
| 交差する道路                                   | 交差する場所 | 交差する場所 |
| ---------------------------------------------- | ------------ | ------------ |
| 熊本県道28号熊本高森線 熊本県道151号清和高森線 | 大字高森     | 終点         |

### 沿線
- 南阿蘇鉄道高森線 高森駅
- 高森町立高森中学校
- 熊本県立高森高等学校
- 熊本家庭裁判所高森出張所・高森簡易裁判所
- 高森町立高森中央小学校